# Henry Baxter
Henry Baxter (8. september 1821 – 30. december 1873) var generel i Unionshæren under den amerikanske borgerkrig. I Slaget ved Gettysburg modstod hans brigade et angreb fra enheder af generalmajor Robert E. Rodes' division, nedslagtede hundreder ved et overraskelsesangreb på oberst Alfred Iverson's brigade, og holdt den nordlige flanke af Unionens stilling i det meste af dagen, før den trak sig tilbage på grund af ammunitionsmangel. Han blev såret fire gange under krigen. Senere gjorde han tjeneste som amerikas ambassadør i Honduras under Præsident Grant.

## Tidlige liv og karriere
Baxter blev født i Sidney i delstaten New York. Begge hans bedstefædre havde gjort tjeneste under den amerikanske uafhængighedskrig. I 1831 flyttede han og hans far til Jonesville i Michigan. I 1849 rejste han til Californien sammen med 30 andre på jagt efter guld. Da han vendte tilbage i 1852 blev han møller. Han havde kommandoen over en militsenhed, som han selv havde organiseret, kendt som Jonesville Light Guards.

## Borgerkrigen

### Tidlige opgaver
På grund af sin militære erfaring blev Baxter valgt til kaptajn for et lokalt kompagni som blev til C kompagniet i 7th Michigan Infantry Regiment. Han blev alvorligt såret i maven under Syv dages slaget. Under Slaget ved Antietam, som oberstløjtnant for sit regiment, blev han såret igen i højre ben, mens hans regiment blev decimeret sammen med resten af Generalmajor John Sedgwick's division i et baghold. Han tog til Michigan for at komme sig, og blev forfremmet til at lede regimentet før Slaget ved Fredericksburg. Hans regiment blev udvalgt til at amfibieangreb, som skulle drive sydstatshærens skarpskytter ud af byen, og det lykkedes, selv om Baxter igen blev såret. Denne gang i venstre skulder. Da han vendte tilbage til aktiv tjeneste, blev han udnævnt til brigadegeneral den 12. marts 1863.

### Gettysburg
I slaget ved Gettysburg ankom Baxter's I korps omkring middag netop som generalmajor Robert E. Rodes' 8.000 mand stærke division begyndte at dukke op på Oak Hill. Baxter's brigade rykkede frem til en position langt foran den nærmeste Unionsbrigade på højre flanke og tog opstilling i en V formation ved Mummasburg Road. Rodes's division angreb i mindre grupper, og snesevis af oberst Edward A. O'Neal's mænd blev mejet ned. Lidt efter rykkede en sydstatsbrigade under oberst Alfred Iverson frem uden brug af forposter forbi Baxter's mænd, som var skjult bag en sten mur. Pludselig rejste mændene i Baxter's brigade sig op, og rettede en morderisk ild mod tropperne fra North Carolina. I en af de mest ensidede kampe under krigen dræbte, sårede eller tilfangetog Baxter's brigade 758 af 1.300 mænd af Iverson's og fjernede den som en kampenhed på under 10 minutter. Med ammunitionen opbrugt trak Baxters mænd sig tilbage til den nordlige ende af Cemetery Ridge efter at have mistet alle Baxters stabsofficerer og næsten halvdelen af brigaden i forsvaret af I korps højre flanke. Han fik overstrømmende ros af din divisionskommandør, generalmajor John C. Robinson, og en underordnet skrev, at "jeg ønsker at sige et ord udenfor mit regiment om generalerne Baxter og Robinson. De var overalt på slagmarken og opmuntrede og stimulerede folkene ved deres tilstedeværelse og tapperhed".

### 1864–1865
Baxter beholdt kommandoen over sin brigade under reorganiseringen af Army of the Potomac i marts 1864, et tegn på at han havde sine overordnedes tillid. Hans brigade blev tildelt V Korps, og under Slaget ved the Wilderness, blev han såret i det venstre ben, mens kuglen samtidig dræbte hans hest. Efter en reconvalescens førte han brigaden under Belejringen af Petersburg og han udmønstrede fra hæren i august 1865 som midlertidig generalmajor.

## Efter krigen
Baxter registrerede skøder for Staten Michigan efter krigen og blev derefter udnævnt af præsident Grant til at være ambassadør i Honduras i 1869. Han vendte hjem i 1872 og gik ind i tømmerindustrien inden han døde af lungebetændelse i 1873. Han døde i Jonesville og ligger begravet på Jonesville Cemetery.

## Yderligere læsning
- Martin, David G. (1996). Gettysburg July 1 (rev. ed. udgave). Conshohocken, Pa.: Combined Books. ISBN 0-938289-81-0. OCLC 36577257. {{cite book}}: |edition= har ekstra tekst (hjælp)

## Eksterne links
- Baxter's rapport som slaget ved Five Forks, Official Records of the American Civil War